# 锡岑贝格-赖德灵
锡岑贝格-赖德灵是奥地利下奥地利州图尔恩县的一个市镇。总面积22.15平方公里，总人口1970人，人口密度88.9人/平方公里（2005年）。